# Pararge parvalpestris
Pararge parvalpestris är en fjärilsart som beskrevs av Ruggero Verity 1929. Pararge parvalpestris ingår i släktet Pararge och familjen praktfjärilar. Inga underarter finns listade i Catalogue of Life.